# Chao (Name)
Chao ist ein chinesischer männlicher Vorname sowie ein Familienname.

## Namensträger

### Familienname
- Alexander Chao (* 1949), taiwanesisch-amerikanischer Physiker
- Cecil Chao Sze-tsung (* 1936), chinesischer Unternehmer
- Charles Chao (* 1965), chinesischer Unternehmer
- Chi Son Chao (* 1936), chinesischer Botaniker
- Chao Chung-yao (1902–1998), chinesischer Physiker
- Edward C. T. Chao (1919–2008), amerikanisch-chinesischer Petrologe und Impaktforscher
- Elaine Chao (* 1953), US-amerikanische Politikerin
- Chao Fong-Pang (* 1967), taiwanischer Poolbillardspieler
- Gigi Chao (* 1979), Architektin, Millionärstochter
- Manu Chao (* 1961), französischer Sänger und Gitarrist
- Manuel Chao (1883–1924), mexikanischer Revolutionär und Politiker
- Mark Chao (* 1984), taiwanisch-kanadischer Schauspieler und Model
- Mey Lan Chao (* 1970), chinesische Schauspielerin
- Chao Ming-Hsiu (* 1997), taiwanischer Fußballspieler
- Monique Chao, taiwanesische Jazzpianistin
- Peter Chao Yung-Chi (* 1973), taiwanischer römisch-katholischer Geistlicher, Weihbischof in Taipeh
- Ramón Chao (1935–2018), spanischer Schriftsteller
- Rosalind Chao (* 1957), US-amerikanische Schauspielerin
- Ruth K. Chao, US-amerikanische Psychologin
- Sun Chao (Fechterin) (* 1983), chinesische Fechterin
- Sun Chao (Geher) (* 1987), chinesischer Geher
- Sun Chao (Badminton), chinesischer Badmintonspieler
- Tien Bang Chao, chinesischer Botaniker
- Winston Chao (* 1960), taiwanischer Schauspieler
- Chao Yao-dong (1916–2008), taiwanischer Politiker und Ökonom
- Chao Yu-chen (* 2001), taiwanische Handball- und Beachhandballspielerin
- Yuen Ren Chao (1892–1982), chinesischer Sprachwissenschaftler

### Vorname
- Ban Chao (32–102), chinesischer Feldherr zur Han-Zeit
- Chao-Li Chi (1927–2010), US-amerikanischer Schauspieler chinesischer Herkunft
- He Chao (* 1992), chinesischer Wasserspringer
- Huang Chao (835–884), Namensgeber eines Aufstands zum Ende der Tang-Dynastie, siehe Aufstand des Huang Chao
- Huang Chao (Badminton) (* 1992), singapurischer Badmintonspieler
- Huang Chao (Autor) (黄焯), chinesischer Autor
- Li Chao (Schachspieler) (* 1989), chinesischer Schachspieler
- Li Chao (Skispringer) (* 1988), chinesischer Skispringer
- Liu Chao-shiuan (* 1943), taiwanischer Politiker
- Ma Chao (176–222), chinesischer General
- Samuel Chao Chung Ting (* 1936), US-amerikanischer Physiker
- Wen Chao (* 1992), chinesischer Eishockeyspieler
- Wu Chao (Freestyle-Skier) (* 1987), chinesischer Freestyle-Skier
- Wu Chao (Gewichtheber) (* 1992), chinesischer Gewichtheber
- Zhai Chao (* 1971), chinesische Handballspielerin
- Zhang Chao (* 1985), chinesischer Tischtennisspieler